# Olav Johan Sopp
Olav Johan Sopp (nacido Johan Oluf Olsen; 6 de octubre de 1860 - 14 de agosto de 1931) fue un micólogo noruego. Fue un pionero de los estudios micológicos noruegos e internacionales. Fue el primero en sugerir la clasificación de fungi como pertenecientes ni a plantae o a animalia, sino a un tercer reino. También contribuyó al desarrollo de las industrias lecheras (tambo (lechería)) y de la cervecería.

## Biografía
Sopp era aborigen de Hamar, hijo de curtidor Johannes Bakke Olsen y de Bertha Marie Omdahl. Se casó con Ingeborg Marie Finckenhagen entre 1889 a 1893, y luego con Caroline Louise Eugenie Ihlen, desde 1894. 
- La abreviatura «Sopp» se emplea para indicar a Olav Johan Sopp como autoridad en la descripción y clasificación científica de los vegetales.[1]